# Yuhan Tan
Pour les articles homonymes, voir Tan.
Yuhan Tan, né le 21 avril 1987 à Bilzen (Limbourg) en Belgique, est un joueur de badminton belge qui a été neuf fois champion de Belgique.

## Biographie
Yuhan Tan est né de mère belge et de père indonésien et est affilié au club de badminton Drive 83 de Lanaken depuis l'âge de 10 ans. Il a commencé le badminton à l'âge de 7 ans avec son père. Il est gaucher et évolue en simple messieurs. Sa sœur Lianne Tan est également joueuse de badminton. Leur entraîneur est Alan McIlvain.
Yuhan Tan poursuit des études de médecine à l'Université de Maastricht.
Tan est neuf fois champion de Belgique (2006, 2008, 2009, 2010, 2012, 2013, 2014, 2015 et 2016). En 2008, il satisfait aux normes internationales pour participer aux Jeux olympiques de Pékin, mais n'est pas sélectionné par le COIB. Il est ensuite sélectionné pour les Jeux olympiques de Londres de 2012 et de Rio de 2016.

## Palmarès (partiel)
- Champion de Belgique en simple (2006, 2008, 2009, 2010 et 2012)
- 2012 - 2e à l'Austria Challenge [4]
- 2011 - 2e au tournoi Canada International
- 2011 - 2e au tournoi Brazil Open Badminton [5]
- 2011 - 3e à l'Open de Norvège
- 2011 - 8e à l'Open d'Inde

### Parcours olympique
En 2012 aux Jeux olympiques de Londres, Yuhan Tan a représenté la Belgique en simple messieurs et s'est incliné lors de ses deux premières rencontres : 
- 0-2 (14-21 ; 12-21) face à l'Indien Parupalli Kashyap, 21e au BWF (2 août 2012)
- 1-2 (21-17, 14-21, 10-21) face au Vietnamien Nguyễn Tiến Minh, 10e  au BWF (2 août 2012)

## Classement BWF
Le meilleur classement de Yuhan Tan au sein de la Fédération internationale de badminton (BWF) est la 46e place qu'il a atteinte en mars 2012.  En 2016, il est 51e au classement de la BWF. 
Il a par ailleurs été élu membre de la Commission des Athlètes de la BWF en 2013, dont il devient le président en 2015. 